# Star Lane (DLR)
Star Lane (en anglais : Star Lane DLR Station), est une station de la ligne de métro léger automatique Docklands Light Railway (DLR), en zone 2 & 3 Travelcard. Elle  est située sur la Stephenson Street, à l'ouest, et la Manor Road, à l'est, à West Ham dans le borough londonien de Newham sur le territoire du Grand Londres.

## Situation sur le réseau

Plan de la ligne du métro léger DLR.

Située en surface, la station Star Lane dispose d'une plateforme de passage, de la branche est-nord de la ligne de métro léger Docklands Light Railway, elle est établie entre la station West Ham (DLR), en direction de la station terminus Stratford International (DLR), et la station de bifurcation Canning Town (DLR),. Elle est en zone 2 et 3 Travelcard.
La plateforme dispose d'un quai central encadré par les deux voies, numérotées 1 et 2, de la ligne.

## Histoire
La station Star Lane (DLR) est mise en service le 31 août 2011 par le Docklands Light Railway, lors de l'ouverture du prolongement de Canning Town à Stratford International.
En 2016, la fréquentation de la station est de 1,434 millions d'utilisateurs.

## Services aux voyageurs

### Accès et accueil
La station Star Lane est accessible par la Manor Road et la Stephenson Street.

### Desserte
Star Lane est desservie par les rames des relations Stratford International - Beckton et Stratford International - Woolwich Arsenal,.

Installations et desserte
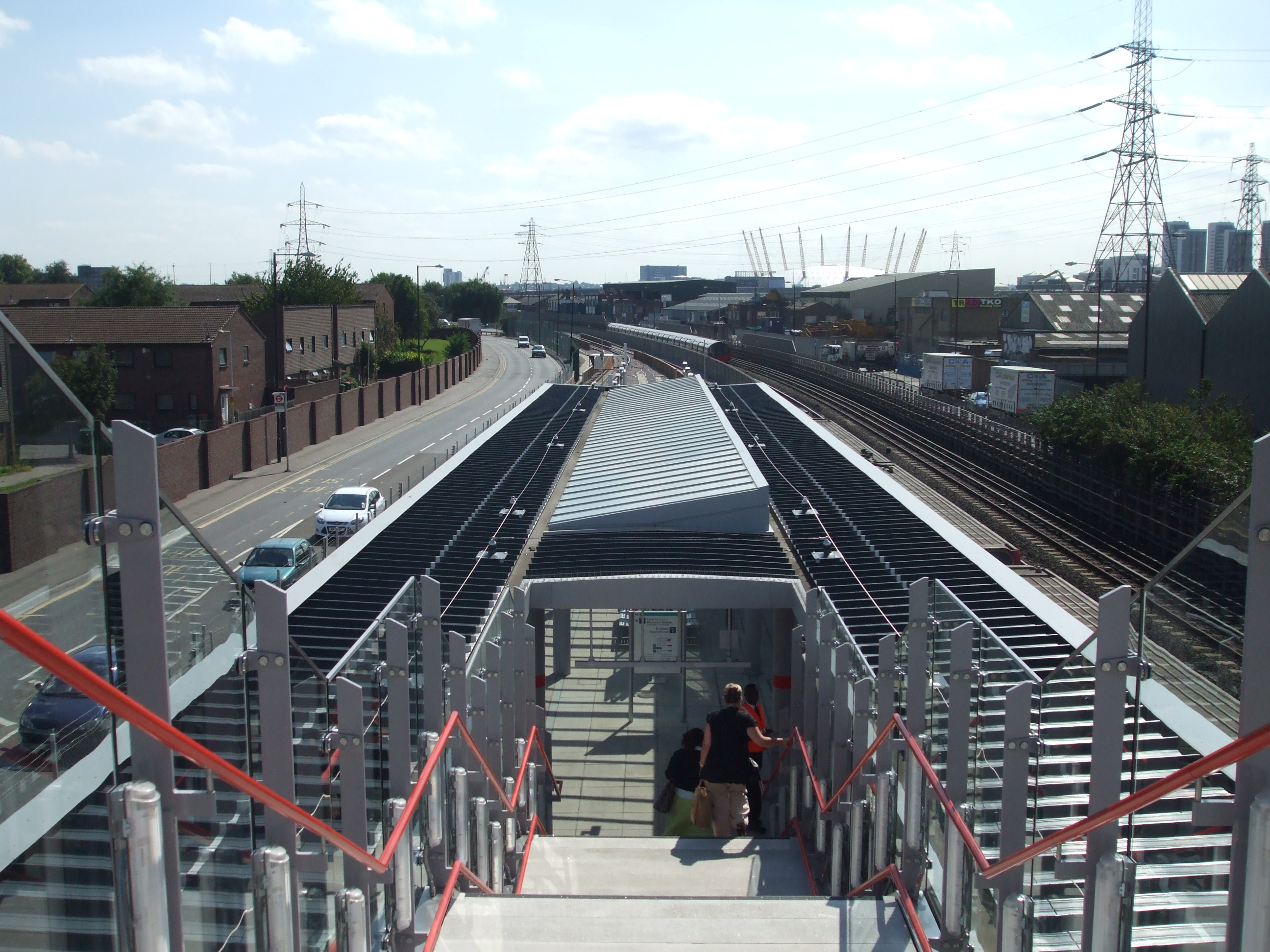
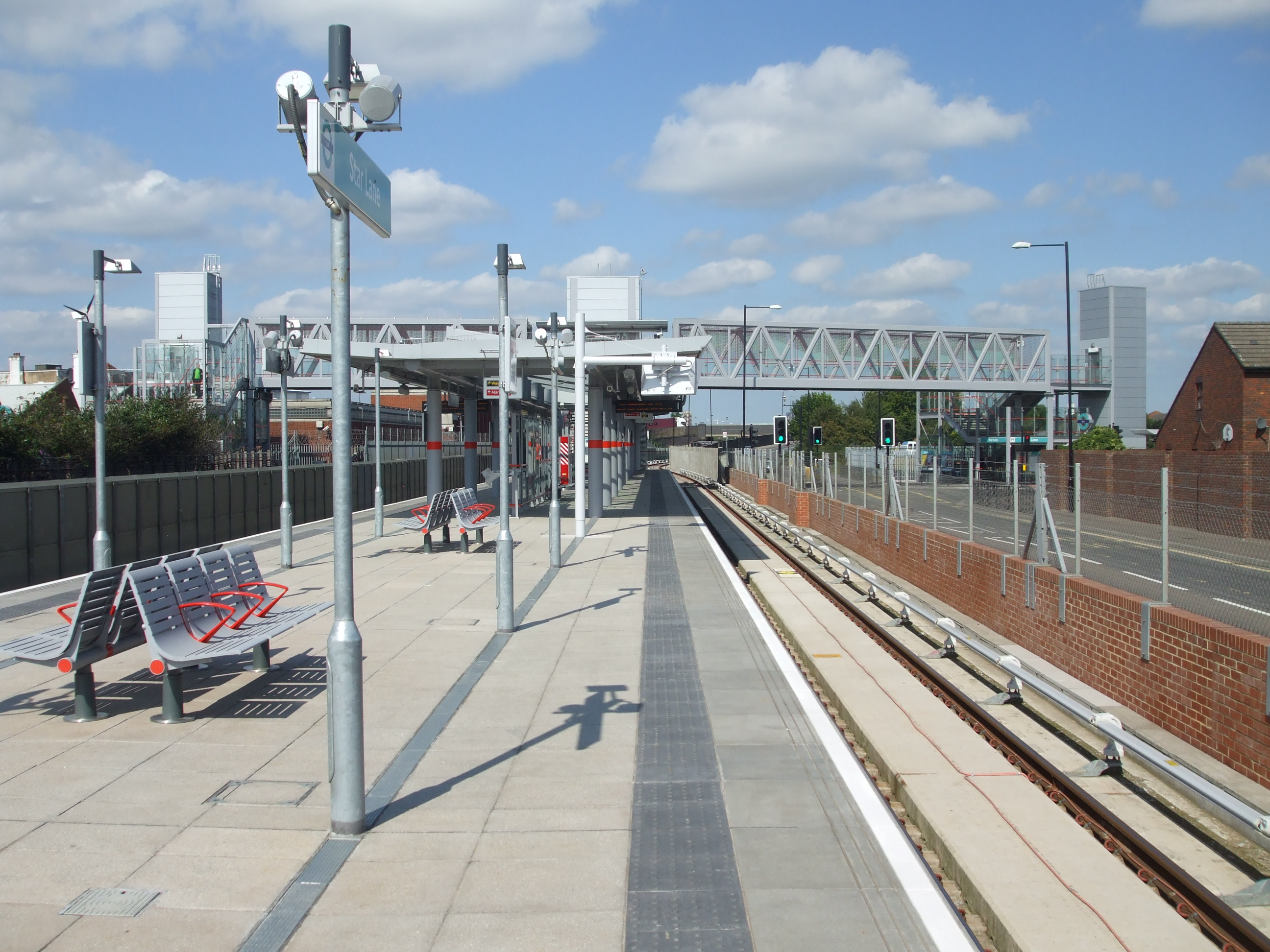
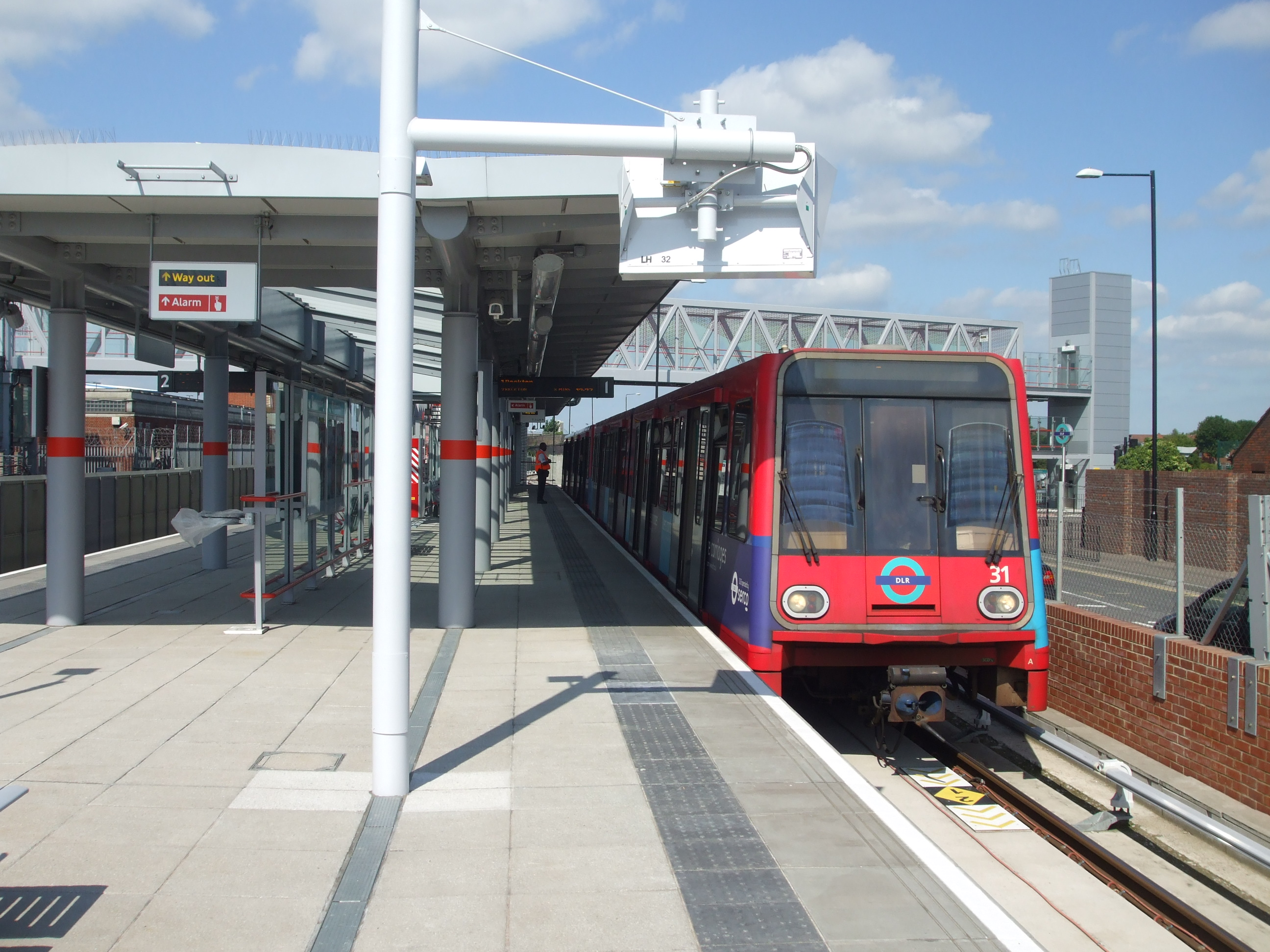

### Intermodalité
Des arrêts de bus sont desservis par les lignes : 276 et 323.

## À proximité
- West Ham